# Partia Narodowa (Urugwaj)
Partia Narodowa (Partido Nacional-Blancos) znana także jako Biała Partia (Partido Blanco) – jedno z głównych ugrupowań politycznych Urugwaju. Partia ta ma charakter centroprawicowy lub według innych, prawicowy. Obecnie jest główną partią opozycyjną w czasie rządów Szerokiego Frontu - Nowej Większości (Frente Amplio Encuentro Progresista Nueva Mayoria). Jest drugą obok partii Colorado (Partido Colorado) tradycyjną siłą parlamentarną, której korzenie sięgają XIX wieku. W wyborach parlamentarnych 31 października 2004 partia zdobyła 36 miejsc na 99 w Izbie Reprezentantów oraz 11 na 31 możliwych w Senacie. Kandydat „Białych” na prezydenta Jorge Larrañaga dostał tego samego dnia 35,1% ważnych głosów.
Ważnymi politykami wywodzącymi się z tego ugrupowania byli m.in. Luis Alberto Lacalle oraz Aparicio Méndez.